# Gremolada
Gremolada ([ɡremoˈlaːda]) či gremolata ([ɡremoˈlaːta]) je kořenící směs složená z nasekané petrželky a česneku s přídavkem strouhané citronové kůry. Tato směs se používá čerstvá, po dovaření pokrmu. Zejména se jí ochucuje ossobuco alla milanese, ale také například pokrmy z králičího masa.

## Ingredience
Gremolada obvykle obsahuje nastrouhanou citronovou kůru, i když lze použít i kůru z jiných citrusových plodů, jako je limeta, pomeranč či grapefruit.
Grenolada může obsahovat i další bylinky jako je koriandr, máta a šalvěj. Bylinky také mohou být vynechány a naopak být použit jemně nastrouhaný čerstvý křen a mletá šalotka. Existuje i varianta s přidáním filetů ančoviček. Přidány mohou být i jiné štiplavé přísady, jako sýr pecorino romano či strouhaná bottarga (sušené solené rybí jikry).